# Campeonato de Primera División 1922 (Argentina)
La Copa Campeonato 1922 fue el trigésimo séptimo torneo de la Primera División del fútbol argentino. Comenzó el 23 de abril y terminó el 12 de diciembre. Se jugó una sola rueda por el sistema de todos contra todos.
El ganador fue el Club Atlético Huracán, que consiguió el bicampeonato y su segundo título.

## Ascensos y descensos
| Pos      | Equipos ascendidos |
| -------- | ------------------ |
| 1.º      | Alvear             |
| 2.º      | Boca Alumni        |
| 3.º      | Progresista        |
| 4.º      | San Fernando       |
| 5.º      | Argentinos Juniors |
| Gan. N-S | Dock Sud           |

| Equipos descendidos en la temporada 1921 |
| ---------------------------------------- |
| No hubo                                  |

De esta manera, los participantes aumentaron a 17.

## Equipos
| Equipo             | Ciudad       |
| ------------------ | ------------ |
| Alvear             | Buenos Aires |
| Argentinos Juniors | Buenos Aires |
| Boca Alumni        | Buenos Aires |
| Boca Juniors       | Buenos Aires |
| Del Plata          | Buenos Aires |
| El Porvenir        | Gerli        |
| Estudiantes        | La Plata     |
| Huracán            | Buenos Aires |
| Nueva Chicago      | Buenos Aires |
| Platense (Retiro)  | Buenos Aires |
| Porteño            | Buenos Aires |
| Progresista        | Gerli        |
| San Fernando       | San Fernando |
| Sportivo Barracas  | Buenos Aires |
| Sportivo del Norte | Buenos Aires |
| Sportivo Dock Sud  | Avellaneda   |
| Sportivo Palermo   | Buenos Aires |

## Tabla de posiciones final
| Pos  | Equipo             | Pts | PJ | G  | E | P  | GF | GC | Dif |
| ---- | ------------------ | --- | -- | -- | - | -- | -- | -- | --- |
| 1.º  | Huracán            | 28  | 16 | 13 | 2 | 1  | 36 | 7  | 29  |
| 2.º  | Sportivo Palermo   | 25  | 16 | 11 | 3 | 2  | 34 | 14 | 20  |
| 3.º  | Boca Juniors       | 22  | 16 | 10 | 2 | 4  | 30 | 19 | 11  |
| 4.º  | Del Plata          | 20  | 16 | 10 | 0 | 6  | 27 | 15 | 12  |
| 5.º  | Nueva Chicago      | 18  | 16 | 7  | 4 | 5  | 23 | 22 | 1   |
| 6.º  | Argentinos Juniors | 18  | 16 | 7  | 4 | 5  | 18 | 19 | -1  |
| 7.º  | Alvear             | 17  | 16 | 7  | 3 | 6  | 29 | 16 | 13  |
| 8.º  | Sportivo Dock Sud  | 16  | 16 | 6  | 4 | 6  | 22 | 23 | -1  |
| 9.º  | Boca Alumni        | 15  | 16 | 6  | 3 | 7  | 20 | 22 | -2  |
| 10.º | Sportivo Barracas  | 14  | 16 | 4  | 6 | 6  | 18 | 20 | -2  |
| 11.º | Estudiantes (LP)   | 13  | 16 | 4  | 5 | 7  | 20 | 29 | -9  |
| 12.º | Sportivo del Norte | 13  | 16 | 5  | 3 | 8  | 14 | 22 | -8  |
| 13.º | Porteño            | 12  | 16 | 4  | 4 | 8  | 15 | 24 | -9  |
| 14.º | El Porvenir        | 12  | 16 | 3  | 6 | 7  | 11 | 20 | -9  |
| 15.º | San Fernando       | 11  | 16 | 3  | 5 | 8  | 14 | 30 | -16 |
| 16.º | Progresista        | 9   | 16 | 2  | 5 | 9  | 19 | 32 | -13 |
| 17.º | Platense (Retiro)  | 9   | 16 | 3  | 3 | 10 | 16 | 32 | -16 |

## Descensos y ascensos
Sin descensos, con el ascenso de All Boys, Argentino de Quilmes, Argentino de Banfield, Temperley y Villa Urquiza, y la afiliación de Palermo, que abandonó la Asociación Amateurs, el número de equipos participantes en el campeonato de 1923 aumentó a 23.

## Goleador
| Jugador              | Jugador           | Goles | Equipo       |
| -------------------- | ----------------- | ----- | ------------ |
| Bandera de Argentina | Domingo Tarasconi | 11    | Boca Juniors |